# Lijst van spoorwegstations in Utrecht

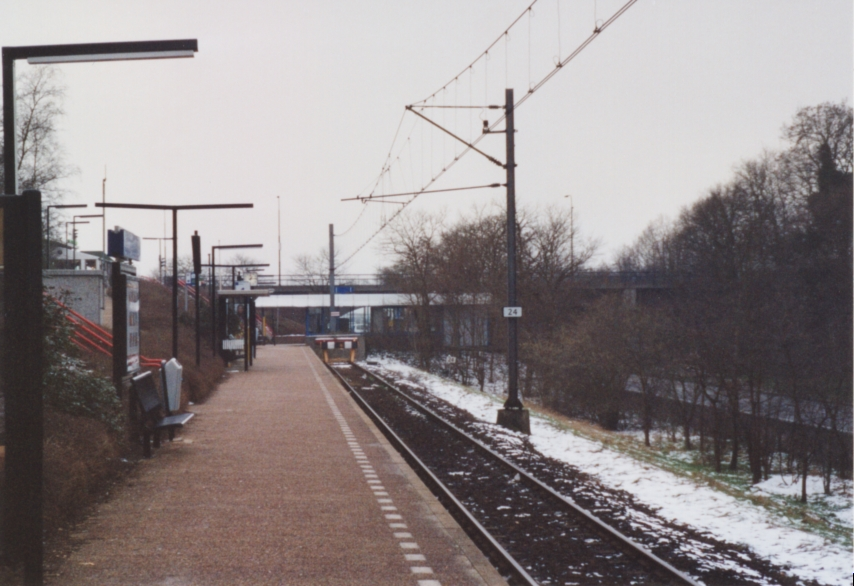
Station Rhenen

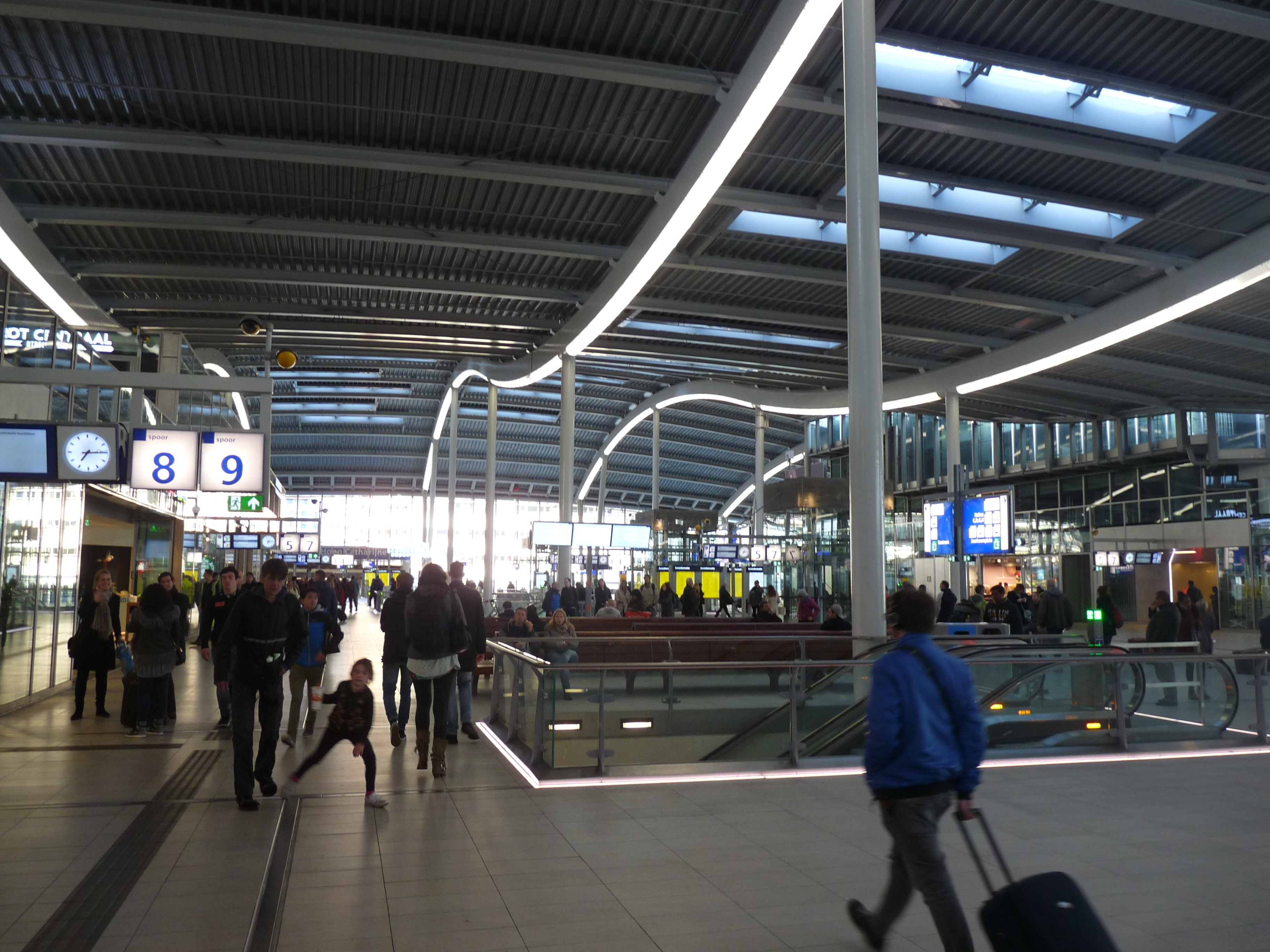
Stationshal van Utrecht Centraal

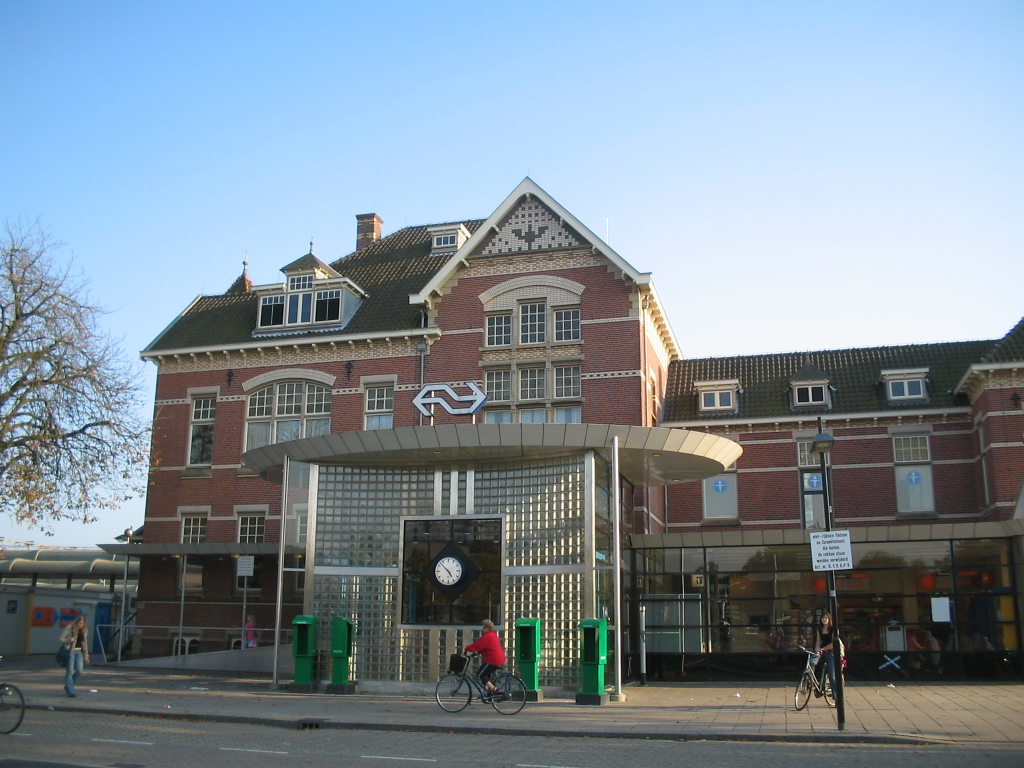
Station Woerden

Dit is een lijst van spoorwegstations in de provincie Utrecht.

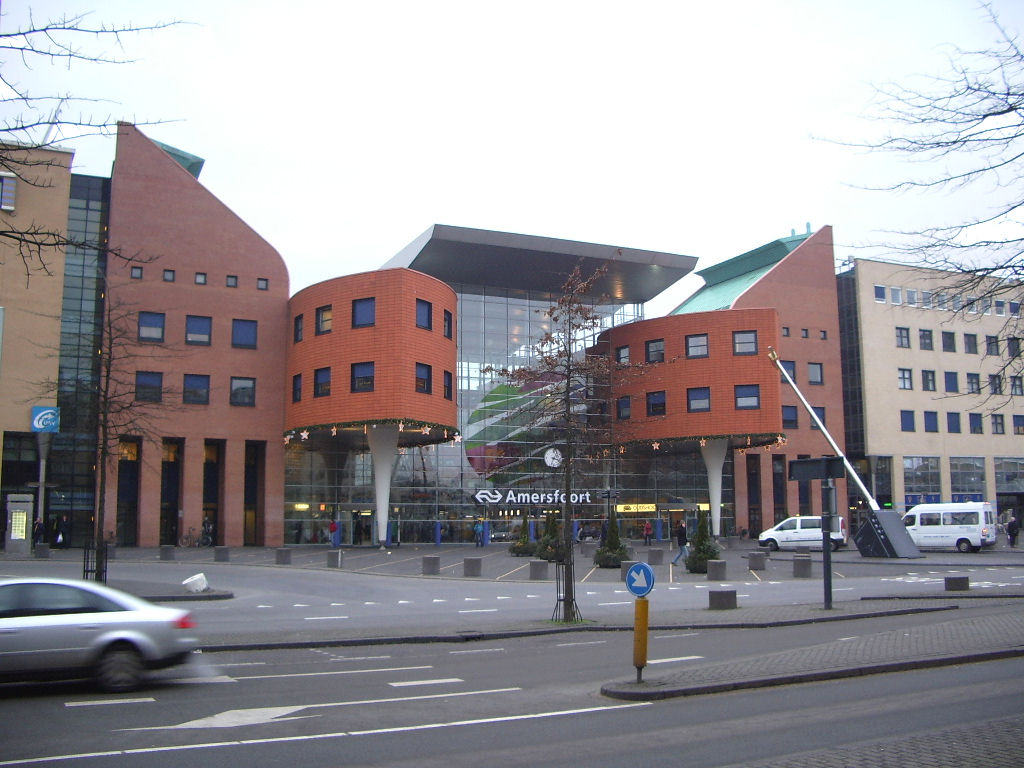
Station Amersfoort

## Huidige stations
- Abcoude
- Amersfoort
  - Centraal
  - Schothorst
  - Vathorst
- Baarn
- Bilthoven
- Breukelen
- Bunnik
- Den Dolder
- Driebergen-Zeist
- Hoevelaken[1]
- Hollandsche Rading (deels ook in Noord-Holland gelegen)
- Houten
  - Castellum
- Leerdam
- Maarn
- Maarssen

- Rhenen
- Soest
  - Zuid
- Soestdijk
- Utrecht
  - Centraal
  - Leidsche Rijn
  - Lunetten
  - Maliebaan (Het Spoorwegmuseum)
  - Overvecht
  - Terwijde
  - Vaartsche Rijn
  - Zuilen
- Veenendaal
  - Centrum
  - West
- Vleuten
- Woerden